# ソルスティス (イギリスのロック・バンド)
ソルスティス（Solstice）は、1980年にイングランドのミルトン・キーンズで結成されたネオ・プログレッシブなフォークロック・バンド。彼らは、バンドの唯一の創設メンバーであるギタリストのアンディ・グラスによって率いられている。

## 略歴
バンドは1980年に結成され、BBCセッションでパフォーマンスしたり、全国的な音楽プレスからの報道を受けた後、1985年に解散となった（1986年に一度、ゲスト出演があった）。この時期の彼ら唯一のアルバム・リリースが、1984年の『サイレント・ダンス』であった。
『サイレント・ダンス』のCD再発によって生み出された関心が、1990年代の再結成へとつながり、2枚のスタジオ・アルバム『ニュー・ライフ』と『サークルズ』、およびライブ・アルバムである『The Cropredy Set』がリリースされた。
ギタリストのアンディ・グラスは、バンド「3 Sticks」に集中するために、再びバンドを休止した。クロップレディでのパフォーマンスを収めたDVDのリリースが、2007年のさらなる再結成に先立って行われ、バックカタログすべてがリマスターされて拡張された「Definitive Edition」形式で発売された。その後、バンドはイギリス、そして初めてヨーロッパ本土をツアーした。
バンド・メンバーのアンディ・グラス、ピーター・ヘルムスリー、ジェニー・ニューマンはバンド「3 Sticks」でも一緒に活動している。

## メンバー

### 現在のメンバー
- アンディ・グラス (Andy Glass) - ギター
- ジェス・ホランド (Jess Holland) - ボーカル
- ピーター・ヘルムスリー (Peter Helmsley) - ドラム
- スティーヴ・マクダニエルズ (Steve McDaniels) - キーボード
- ジェニー・ニューマン (Jenny Newman) - ヴァイオリン
- ロビン・フィリップス (Robin Phillips) - ベース

### 旧メンバー
- エマ・ブラウン (Emma Brown) - ボーカル
- ケン・ボウリー (Ken Bowley) - ベース
- クライヴ・バンカー (Clive Bunker) - ドラム
- バーバラ・ディーソン (Barbara Deason) - ボーカル
- マーク・エルトン (Marc Elton) - ヴァイオリン、キーボード
- マーク・ホーキンズ (Mark Hawkins) - ベース
- ハイディ・ケンプ (Heidi Kemp) - ボーカル
- サンディ・リー (Sandy Leigh) - ボーカル
- シェリー・パット (Shelley Patt) - ボーカル
- スー・ロビンソン (Sue Robinson) - ボーカル
- クレイグ・サンダーランド (Craig Sunderland) - ベース
- マーティン・ライト (Martin Wright) - ドラム

## ディスコグラフィ

### スタジオ・アルバム
- 『サイレント・ダンス』 - Silent Dance (1984年)[2]
- 『ニュー・ライフ』 - New Life (1993年)
- 『サークルズ』 - Circles (1997年)[3]
- 『スピリット』 - Spirit (2010年)
- Prophecy (2013年)[4]
- Sia (2020年)[5]

### ライブ・アルバム
- The Cropredy Set (2002年)
- 『キンドレッド・スピリッツ』 - Kindred Spirits (2011年)

### コンピレーション・アルバム
- Pathways (1998年)